# Zaxxon 3-D
Zaxxon 3-D (ザクソン3D), orthographié Zaxxon 3D sur son écran titre (ainsi que sur sa couverture brésilienne), est un jeu vidéo d'action de type shoot 'em up sorti le 7 novembre 1987 sur Master System. Le jeu a été développé et édité par Sega, sauf au Brésil où il a été commercialisé par Tec Toy. Il fait partie de la série Zaxxon.
Il a été conçu pour jouer avec le SegaScope 3-D Glasses, les lunettes stéréoscopiques de la console.

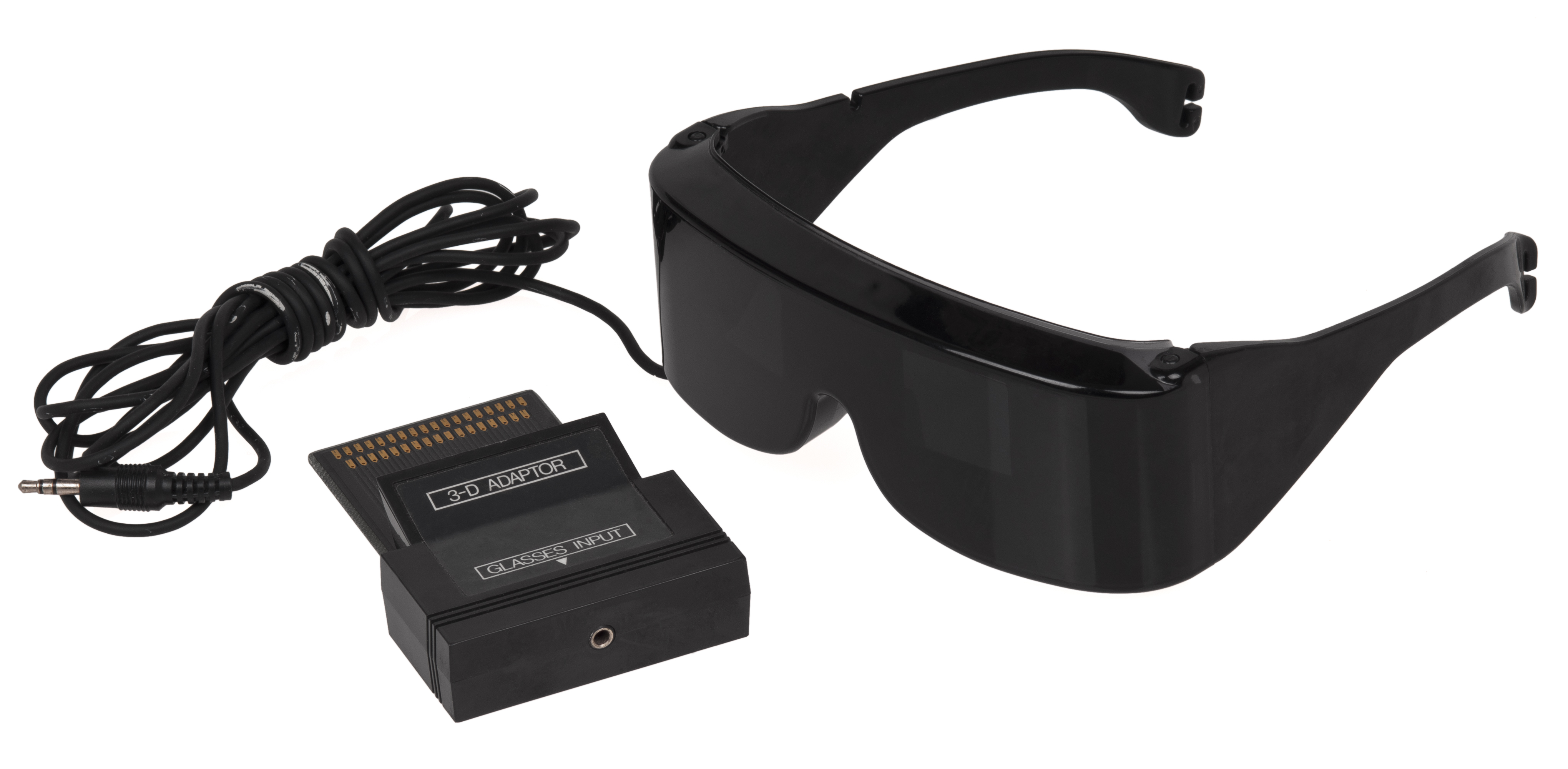
Le SegaScope 3-D Glasses et l'adaptateur 3D.